# 南峰塔 (仙居县)
南峰塔位于浙江省台州市仙居县城关镇月塘村南300米南峰山上。建于北宋天圣十年（1032年）至明道二年（1033年），明代曾大修。塔平面呈六边形，塔高七层，23.8米。塔为仿木结构楼阁式砖塔，塔心中空。每层由平座、正身、腰檐组成；内壁自下而上，凿出足窝，以供登高。倚柱、阑额上用铺作一朵，为单抄华栱，菱角牙子叠涩出檐，塔顶用平砖叠涩收顶，刹顶为宝瓶式。1989年12月12日列入浙江省文物保护单位，2013年5月列入第七批全国重点文物保护单位。